# Stéphanie N'Garsanet
Stéphanie Monga N'Garsanet, née le 4 août 1986 à Marcory, est une joueuse ivoirienne de basket-ball.

## Biographie
Elle participe aux championnats d'Afrique 2009 et de 2011 avec l'équipe de Côte d'Ivoire féminine de basket-ball.
Elle est la sœur de la joueuse Christelle N'Garsanet.